# Кан Йон Гьон
Кан Йон Гьон (кор. 강영균; нар. 23 липня 1974) — північнокорейський борець греко-римського стилю, переможець та срібний призер чемпіонатів Азії, дворазовий срібний призер Азійських ігор, бронзовий призер Олімпійських ігор.

## Життєпис
Боротьбою почав займатися з 1990 року під керівництвом Ча Кван Сопа. Виступав за борцівський клуб міста Кесона.

## Спортивні результати на міжнародних змаганнях

### Виступи на Олімпіадах
| Змагання                    | Збірна | Вагова категорія | Місце  |
| --------------------------- | ------ | ---------------- | ------ |
| Літні Олімпійські ігри 1996 | КНДР   | 48 кг            | 4      |
| Літні Олімпійські ігри 2000 | КНДР   | 54 кг            | Бронза |

На літніх Олімпійських іграх 1996 року в Атланті посів 4 місце. На шляху до фіналу з мінімальним рахунком 3-2 поступився Олександру Павлову з Білорусі, який став срібним призером. У сутичці за третє місце з рахунком 4-0 поступився Зафару Гулієву з Росії.
На літніх Олімпійських іграх 2000 року в Сіднеї здобув бронзову нагороду. На шляху до фіналу у надпринциповій сутичці програв з великою перевагою південно-корейському борцю Сім Гвон Хо, який став олімпійським чемпіоном. В поєдинку за третє місце з рахунком 7-0 впевнено переміг українця Андрія Калашникова.

### Виступи на Чемпіонатах світу
| Змагання                        | Збірна         | Вагова категорія                 | Місце |
| ------------------------------- | -------------- | -------------------------------- | ----- |
| Чемпіонат світу з боротьби 1999 | Північна Корея | греко-римська боротьба, до 54 кг | 6     |

### Виступи на Чемпіонатах Азії
| Змагання                       | Збірна         | Вагова категорія                 | Місце  |
| ------------------------------ | -------------- | -------------------------------- | ------ |
| Чемпіонат Азії з боротьби 1996 | Північна Корея | греко-римська боротьба, до 48 кг | Срібло |
| Чемпіонат Азії з боротьби 2001 | Північна Корея | греко-римська боротьба, до 54 кг | Золото |

### Виступи на Азійських іграх
| Змагання           | Збірна         | Вагова категорія                 | Місце  |
| ------------------ | -------------- | -------------------------------- | ------ |
| Азійські ігри 1998 | Північна Корея | греко-римська боротьба, до 54 кг | Срібло |
| Азійські ігри 2002 | Північна Корея | греко-римська боротьба, до 55 кг | Срібло |

### Виступи на інших змаганнях
| Змагання                                | Збірна         | Вагова категорія                 | Місце  |
| --------------------------------------- | -------------- | -------------------------------- | ------ |
| Всесвітні ігри військовослужбовців 1995 | Північна Корея | греко-римська боротьба, до 48 кг | Золото |
| Всесвітні ігри військовослужбовців 1999 | Північна Корея | греко-римська боротьба, до 54 кг | Золото |